# Рок чистой воды
Рок чистой воды (также Clear Water Rock) — советский и российский рок-фестиваль, организованный музыкантами и экологами (в частности, Владимиром Шахриным, менеджером группы «ЧайФ» Константином Ханхалаевым и редактором рок-бюллетеня «Перекати-Поле» Александром Калужским) и проводившийся в период с 1990 по 1992 годы. Возрождён в 2016 году, в 2020 и 2021 годах не проводился, однако возобновлён с 2022 года.

## История
Советский период
Для воплощения идеи удалось собрать 94,5 тыс. рублей. Фестиваль являлся передвижным — на трёхпалубном теплоходе «Капитан Рачков» музыканты двигались по Волге, а экологи исследовали состояние реки, брали пробы воды и анализировали их в теплоходной лаборатории. Маршрут фестиваля мая 1990 года: Горький — Казань — Тольятти — Саратов — Астрахань — Волгоград — Куйбышев — Ульяновск — Чебоксары — Ярославль — Москва. В акции принимали участие группы «ЧайФ», «Телевизор», «Петля Нестерова», «АукцЫон», Настя Полева, «Апрельский марш», «Отражение», «СВ» (Москва), Хроноп (Горький), «Миссия: Антициклон» (Магадан), Александр Скляр, Гарик Сукачёв, Иуда Головлев и др. Были гости из Голландии — Эрнст Лангхаут и группа «Weekend at Waikiki».
В сентябре 1990 года в акции, посвящённой привлечению внимания к загрязнению озера Байкал, принимали участие «Чайф», «Настя», «НЭП» и Юрий Наумов, «Альянс» с Инной Желанной, «Хроноп», «Театр пилигримов» (Иркутск) и «Gangsters D’Amour» (Бельгия). Планировал участие, но не смог приехать Питер Гарретт (австралийская группа «Midnight Oil»). Маршрут фестиваля: Улан-Удэ — оз.Байкал — Ангарск — Иркутск.
В апреле 1991 года «Рок чистой воды» проходил в Чернобыльской зоне. Финальный концерт прошёл в Минске.
В 1990 году голландским телевидением был снят документальный фильм о фестивале; в 1992 году своими силами был снят аналогичный фильм о фестивале 1992 года. В 1992 году Петербургской студией грамзаписи была выпущена одноимённая пластинка, звукорежиссёр — Юрий Морозов.
Российский период
«Рок чистой воды» возрождён в 2016 году. С 2016 по 2018 он проводился на главной площади Нижнего Новгорода — Минина и Пожарского, в 2019 году — на Нижневолжской набережной возле Речного вокзала. Фестиваль является бесплатным. В 2020-2021 годы фестиваль снова не проводился, однако возобновлён в 2022 году.